# ASMedia
ASMedia Technology Inc. (en chino: 祥碩科技) es una compañía taiwanesa que diseña circuitos integrados, propiedad de ASUSTeK Computer Inc.
Produce diseños de circuitos para controladores USB, PCI Expresar y SATA. A exceptción del chipset  X570, todos los chipsets del zócalo AM4 para la microarquitectura Zen de AMD fueron diseñados por ASMedia.